# بون کارلیل
بون کارلیل (به انگلیسی: Boone Carlyle) نام شخصیت داستانی مجموعه تلویزیونی گمشدگان محصول کانال ای بی سی آمریکا می‌باشد که توسط یان سامرهلدر ایفا می‌شود. بون برادر ناتنی شانون روترفورد است.
بون پس از مدتی در جزیره دستیار جان لاک می‌شود. او سرانجام هنگامی که با لاک هواپیما مرموزی را در ارتفاع بلندی در جزیره پیدا می‌کند، پیش هواپیما می‌رود تا شاید از آن بتوانند برای خارج شدن جزیره استفاده کنند اما هواپیما از بلندی به پایین پرتاب می‌شود و بون می‌میرد.